# Епсилон Центавра
Епсилон Центавра (ε Cen / ε Centauri) — змінна зоря, блакитний гігант спектрального класу Β у сузір'ї Центавр. Знаходиться на відстані 380 світлових років від Землі. Змінність зорі типу β Цефея. Її видима зоряна величина змінюється від + 2.29m до + 2.31m з періодом 4,07 години. Маса зорі — 11,6 M☉, радіус — 6,25 R☉.